# فرودگاه اسپورتسمن
فرودگاه اسپورتسمن (به انگلیسی: Sportsman Airpark) یک فرودگاه همگانی است که یک باند فرود آسفالت دارد و طول باند آن ۸۳۷ متر است. این فرودگاه در کشور ایالات متحده آمریکا قرار دارد و در ارتفاع ۵۴ متری از سطح دریا واقع شده است.